# Stilpnochlora
Stilpnochlora is een geslacht van rechtvleugeligen uit de familie sabelsprinkhanen (Tettigoniidae). De wetenschappelijke naam van dit geslacht is voor het eerst geldig gepubliceerd in 1873 door Stål.

## Soorten
Het geslacht Stilpnochlora omvat de volgende soorten:
- Stilpnochlora acanthonotum Nickle, 1985
- Stilpnochlora azteca Saussure, 1859
- Stilpnochlora aztecoides Emsley, 1970
- Stilpnochlora couloniana Saussure, 1861
- Stilpnochlora incisa Brunner von Wattenwyl, 1878
- Stilpnochlora laurifolia Linnaeus, 1758
- Stilpnochlora lineolata Emsley, 1970
- Stilpnochlora lineolatoides Emsley, 1970
- Stilpnochlora marginella Serville, 1838
- Stilpnochlora marginoides Emsley, 1970
- Stilpnochlora nanna Emsley, 1970
- Stilpnochlora ovalifolia Saussure & Pictet, 1898
- Stilpnochlora quadrata Scudder, 1869
- Stilpnochlora rodgersae Emsley, 1970
- Stilpnochlora thoracica Serville, 1831
- Stilpnochlora undulata Emsley, 1970